# Хаджі II Ґерай
Хаджі II Ґерай  (1644–1689) — кримський хан у 1683–1684 рр. з династії Ґераїв, наступник Мурада Ґерая, попередник Селіма I Ґерая. Син Кирима Ґерая, онук Селямета I Ґерая.
У перше правління Селіма I Ґерая брав участь разом з ним в австрійському поході османів.
Прибувши до Криму у званні хана, скасував грошові виплати, що належали посадовцям з ханських доходів і з фінансової допомоги, що поступала до Криму із Стамбулу. Цим хан сильно налаштував проти себе і родову, і служиву знать. Крім того, задумав провести репресії проти роду Ширін, чим викликав відкритий опір. Хан став дуже непопулярний в народі, викликаючи злу іронію своїм низьким зростом і скупістю.
Повсталі беї, об'єднавшись з представниками служивої знаті, підійшли до Бахчисараю і зайняли Ханський палац. Вигнавши Хаджі II Ґерая із столиці, вони направили представників до Стамбулу з проханням повернути на престол Селіма I Ґерая.
Хаджі II Ґерай утік з Бахчисараю у фортецю Мангуп, а звідти перебрався до Османської імперії. Помер на Родосі в 1689 р.
У нумізматиці хан знаметиний насамперед своїм унікальним акче , що відомий у єдиному екземлярі.

акче Хаджі II Герая